# 道徳的実在論
道徳的実在論（どうとくてきじつざいろん、英: moral realism）とは、倫理的な言明は、世界の客観的な性質を指示する命題を表現しており、そうした性質をどれだけ正確に報告しているかによって命題の真理値は定まる、とする学説である。したがって、道徳的実在論は、存在論的傾向をもった倫理的認知主義（ethical cognitivism）の非虚無主義的タイプの一つであり、道徳的非実在論（anti-realism）や道徳的懐疑主義（moral skepticism）、そして非認知主義（non-cognitivism、道徳的言明が命題を表現することなどないとする立場）と対立する。ここでいう道徳的懐疑主義には、倫理的主観主義（ethical subjectivism、道徳的命題が客観的事実を表現することを否定する立場）や錯誤理論（error theory、真なる道徳的命題は存在しないとする立場）を含む。道徳的実在論は、倫理的自然主義（ethical naturalism）と倫理的非自然主義（ethical non-naturalism）の二つに分けられる。
多くの哲学者の考えでは、哲学的教説としての道徳的実在論はプラトンにまで遡ることができ、そして道徳についての理論として現在でも完全に擁護可能な立場だとされる。ある研究によると、哲学者全体の56％が道徳的実在論を受け入れている、あるいはそれを支持する傾向にあることが判明した（非実在論は28％、その他は16％）。堅固な道徳的実在論者としてよく知られている哲学者には、次のような人物がいる。デイヴィッド・ブリンク、ジョン・マクダウェル、ピーター・レイルトン、ジェフリー・セイヤー＝マッコード、マイケル・スミス、テレンス・キュネオ、ラス・シェイファー＝ランダウ、G・E・ムーア、ジョン・フィニス、リチャード・ボイド、ニコラス・スタージョン、トマス・ネーゲル、デレク・パーフィット。ノーマン・ジェラスによれば、カール・マルクスは道徳的実在論者であったと考えられる。道徳的実在論を哲学的・実践的に応用する研究も多様に進められている。

## 堅固な道徳的実在論vs.最小限の道徳的実在論
道徳的実在論は、最小限のタイプ、穏健なタイプ、そして堅固なタイプの三通りの仕方で説明される。
道徳的実在論の堅固なタイプを採用する場合、以下の3つのテーゼを支持することになる。
1. 意味論的テーゼ：道徳的述語（「正しい（right）」や「誤っている（wrong）」など）の主要な意味論的役割は、道徳的性質（正しさ〈rightness〉や誤り〈wrongness〉）を指示することであり、道徳的言明（「正直であることは良い」や「奴隷制度は不正だ」）は道徳的事実を表明し、真もしくは偽である（もしくは、ほぼ真である、大体において真である等々の）命題を表している。
2. 真理論的テーゼ：道徳的命題の中には実際に真であるものがある。
3. 形而上学的テーゼ：道徳的命題が真であるのは、行為やその他の道徳的評価対象が関連する道徳的性質を有している（関連する道徳的事実が成立している）ときであり、またそれらの事実や性質が堅固である場合である。そして道徳的事実や性質の形而上学的な身分は、それがどのようなものであれ、（特定の）日常的な非道徳的事実や性質と重要な違いを持たない。

最小限のタイプ、すなわち道徳的普遍主義（moral universalism）を採る論者は、形而上学的テーゼは道徳的実在論者「内部での」争点である（実在論者と非実在論者の間での対立ではない）と理解した上で、このテーゼを拒絶する。堅固なタイプを支持する論者は、形而上学的テーゼを受け入れるか否かこそが道徳的実在論と非実在論の重要な違いであると考えるが、それは大して重要な論点ではないと最小限タイプの支持者は考えるのである。実際、論理的に可能（ではあるが風変わり）な特定の立場（例えば、形而上学的テーゼを受け入れつつ意味論的テーゼと価値論テーゼを拒絶するような立場）をどうやって分類するかという問題は、我々がどのタイプを支持するかということにかかっている。堅固なタイプを採用する人は、このような立場を「実在論的非認知主義」と呼び、一方、最小限のタイプを採用する人は、同じ立場をより伝統的な非認知主義の一種として位置づける。
堅固なタイプと最小限のタイプは、道徳的主観主義（道徳的事実は心から独立しては存在しないが、道徳的言明はそれでも真でありうるとする立場）をどう分類するかについても意見を異にする。主観主義と道徳的非実在論は関連する立場であると歴史的に考えられてきており、このことが理由で、道徳的実在論の堅固なタイプは（明示的ではないにせよ）メタ倫理学に関する伝統的・現代的研究の両方において支配的であり続けた。
最小限の実在論に関しては、R・M・ヘアの後期の著作がその代表だと考えられるが、それは彼が道徳的言明が真理値を持つことを否定しつつも、価値判断の客観性にコミットしているからである。ジョン・ロールズやクリスティン・コースガードに代表される道徳的構成主義者もまた、最小限の実在論者であるといえる。コースガード自身は、自らの立場を手続き的実在論と呼んでいる。進化生物学者のチャールズ・ダーウィンやジェームズ・マーク・ボールドウィンの論考のある解釈によれば、倫理が生存戦略や自然選択に結びつけて考えられる限りにおいて、倫理的行為は生き残りの倫理であると同時に穏健な道徳的実在論にも関わっていると考えられる。

## 長所
道徳的実在論を採ることにより、道徳的言明に論理学の基本的法則（モードゥス・ポネンスなど）を直接適用することが可能になる。そして、事実についての信念と同じように、道徳的信念についても「偽」、「正当化されていない」、「矛盾している」などと言うことができるようになる。フレーゲ＝ギーチ問題が示すように、表出主義にとってはこの点が問題になる。道徳的実在論のその他の長所としては、道徳についての意見の不一致を解消する可能性を認められることが挙げられる。二つの道徳的信念が矛盾したとき、実在論の立場からいえば、そのどちらもが正しいことはありえない。そして、意見の不一致を解消するために、関係者は正しい答えを探求するべきであると言うことができる。メタ倫理学における他の立場にとっては、「この道徳的信念は誤っている」のような言明を定式化することすら困難であり、先述したような形で意見の不一致を解消することはできないのである。

## 批判
道徳的実在論に対しては様々な批判がなされてきた。第一の批判によれば、実在論は確かに道徳的葛藤を解消する方法を説明しうるが、そもそもこれらの葛藤がどうやって生じたのかまでは説明していない。他の批判者は人間の基本的な心理的構造に訴え、そもそも人間の動機は複雑に絡み合ったものであって、客観的な正しさからは常にずれている点を指摘する。
その他には、道徳的実在論が前提としている「道徳的事実」は、非物質的存在であり、科学的方法によっては扱い得ない点を批判する者もいる。道徳的真理は（客観的である）物質的事実と同じようには観察することができないので、同じ事実というカテゴリーに入れることは奇妙だという主張である。しかし、この議論は心理学にも当てはまるものであり、心理学の科学性までも否定しかねない。心理学を認知科学として理解することにより、この議論は無効にすることができる（ただし、そうしたとしても議論の弱さを指摘したことにはならない。文脈は異なるが、リチャード・P・ファインマンが「カーゴ・カルト科学（Cargo Cult Science）」にて行った主張と同じことが当てはまる）。
倫理的自然主義の立場からも道徳的実在論は批判されている。